# Mont (Saône-et-Loire)
Mont ist eine französische Gemeinde mit 168 Einwohnern (Stand 1. Januar 2022) im Département Saône-et-Loire in der Region Bourgogne-Franche-Comté (vor 2016 Bourgogne). Die Gemeinde gehört zum Arrondissement Charolles und zum Kanton Digoin (bis 2015 Bourbon-Lancy). Die Einwohner werden Montais genannt.

## Geografie
Mont liegt etwa 46 Kilometer ostnordöstlich von Moulins. Umgeben wird Mont von den Nachbargemeinden Maltat im Norden, Grury im Osten und Nordosten, Chalmoux im Süden und Osten sowie Bourbon-Lancy im Westen.

## Bevölkerungsentwicklung
| Jahr                      | 1962 | 1968 | 1975 | 1982 | 1990 | 1999 | 2006 | 2011 | 2016 |
| Einwohner                 | 252  | 229  | 186  | 194  | 189  | 194  | 191  | 200  | 198  |
| Quelle: Cassini und INSEE |      |      |      |      |      |      |      |      |      |

## Sehenswürdigkeiten

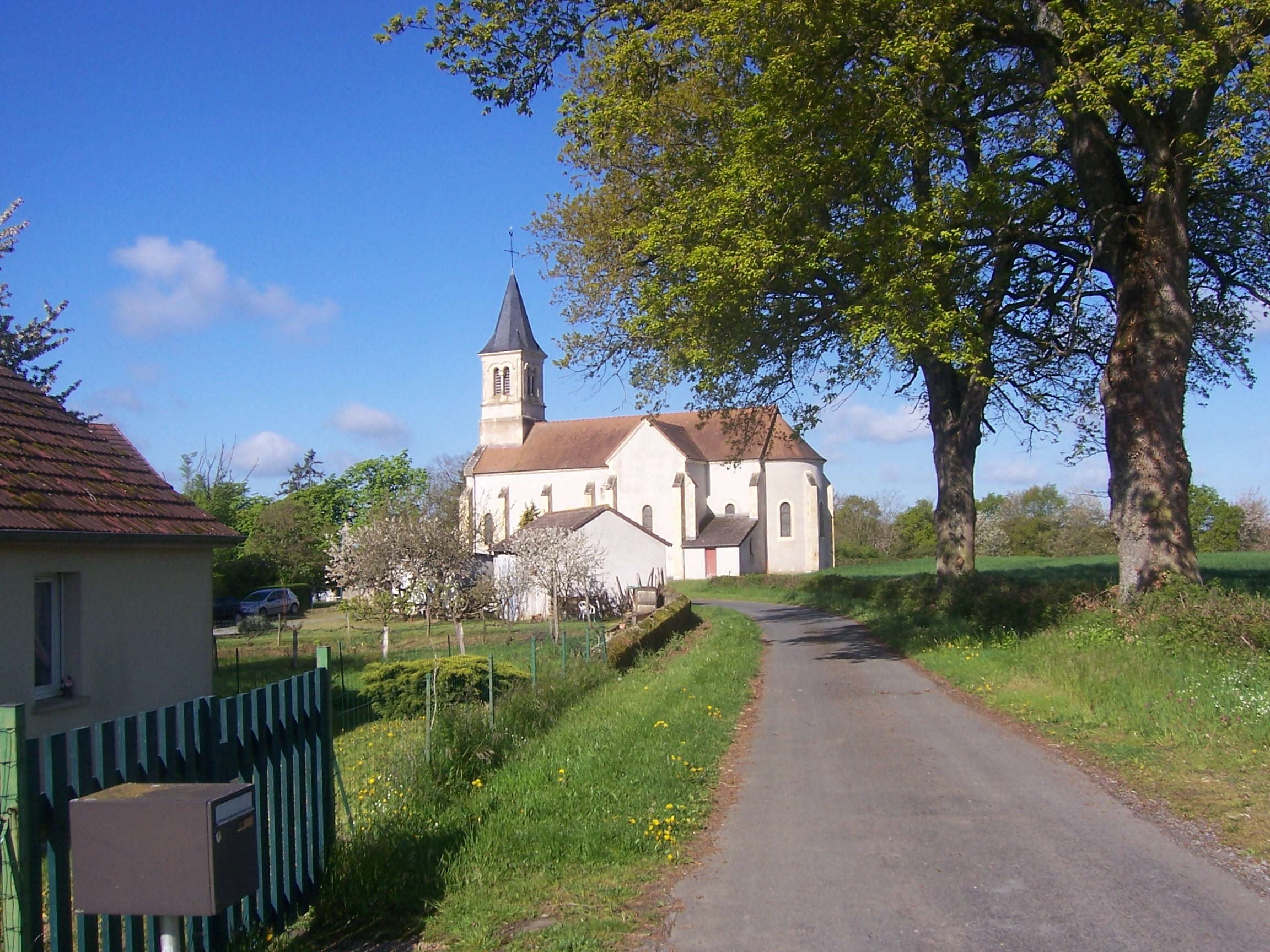
Kirche Saint-Jean

- Kirche Saint-Jean